# Stefano Mauri
Stefano Mauri (Monza, Provincia de Monza y Brianza, Italia, 8 de enero de 1980) es un futbolista italiano. Juega de centrocampista y su equipo actual es el Brescia Calcio  de la Serie B de Italia.

## Infancia y juventud
Stefano Mauri nació en Monza el 8 de enero de 1980. Pasó parte de su infancia y juventud en Lesmo. Su padre, Pietro, trabajaba para Telecom Italia. Su madre se llama María Rosa, tiene una hermana llamada Manuela. Fue su abuelo Carlo quien le inculcó la pasión por el fútbol. A los 8 años, empezó a jugar con el Casati Arcore, en un campo cercano a la residencia de Silvio Berlusconi. Cuando terminó la escuela elementaria, empezó a estudiar electrónica y telecomunicación. 

## Trayectoria
Comenzó su carrera a los 16 años de edad en el Brugherio. Dos años más tarde se trasladó a la A. C. Meda, donde pasó tres años entre la Serie C2 y la Serie D. Por aquel entonces, el Inter de Milán se interesó en él y lo tuvo a prueba durante un mes, aunque finalmente no fue fichado. En 2001, se incorporó al Modena F. C., y en septiembre de 2002, hizo su debut en la Serie A en un partido contra el Milan. Tras dos buenas temporadas en el Modena F. C. fue transferido al Brescia Calcio en 2003. Un año más tarde fu fichado por el Udinese Calcio donde pasa el primer año como titular y el segundo a menudo en el banquillo. 
En 2006 pasó a la S. S. Lazio, después del partido de la Copa de Italia contra el Inter, conquistó de forma permanente la camiseta de titular y se convierte así en uno de los pilares del equipo, jugando en el lado izquierdo del centrocampo. El entrenador Delio Rossi, para aprovechar mejor su olfato de gol, lo colocó como trequartista, con tanto éxito que Mauri consiguió de nuevo ser llamado para jugar con la selección nacional. Al finalizar la temporada, sus 6 goles son considerados fundamentales para lograr la clasificación para la Liga de Campeones de la UEFA y el tercer puesto en la liga italiana. A inicios de la temporada 2007-08, una serie de problemas físicos lo obligaron a jugar poco y no muy bien. En la siguiente temporada marcó el primer gol en la ida de la Copa de Italia. Su rendimiento no estuvo a la altura de años anteriores y el público lo criticó duramente después de un partido contra el Milan, pero tres días más tarde marcó un gol contra la Fiorentina. En la temporada 2008-09 obtuvo los títulos de la Copa y la Supercopa de Italia.Es conocido por la poca velocidad que tenía en el FIFA 10 y la gente lo denominaba como el "lento"

### Escándalo de arreglo de partidos
El 28 de mayo de 2012, fue arrestado por la policía italiana por estar supuestamente involucrado en el arreglo de partidos.

## Selección nacional
Ha sido internacional con la Selección de fútbol de Italia en 11 ocasiones. Debutó el 17 de noviembre de 2004, en un encuentro amistoso ante la selección de Finlandia que finalizó con marcador de 1-0 a favor de los italianos.

## Clubes
| Club           | País   | Año             |
| -------------- | ------ | --------------- |
| A. C. Meda     | Italia | 1998 - 2001     |
| Modena F. C.   | Italia | 2001 - 2003     |
| Brescia Calcio | Italia | 2003 - 2004     |
| Udinese Calcio | Italia | 2004 - 2006     |
| S. S. Lazio    | Italia | 2006 - 2016     |
| Brescia Calcio | Italia | 2016 - Presente |

## Palmarés

### Campeonatos nacionales
| Título              | Club        | País   | Año     |
| ------------------- | ----------- | ------ | ------- |
| Copa de Italia      | S. S. Lazio | Italia | 2008-09 |
| Supercopa de Italia | S. S. Lazio | Italia | 2009    |